# Семенівська волость (Верхньодніпровський повіт)
Семенівська волость — адміністративно-територіальна одиниця Верхньодніпровського повіту Катеринославської губернії з центром у селі Миронівка (Семенівка).
Станом на 1886 рік складалася з 15 поселень, 15 сільських громад. Населення — 2223 осіби (1130 осіб чоловічої статі і 1093 — жіночої), 810 дворових господарств.
|                     | Площа, десятин | У тому числі орної, десятин |
| ------------------- | -------------- | --------------------------- |
| Сільських громад    | 2017           | 1446                        |
| Приватної власності | 20000          | 5215                        |
| Іншої власності     | 285            | 83                          |
| Загалом             | 22302          | 6744                        |

Найбільші поселення волості:
- Миронівка (Семенівка) — село над балкою Савранкою в 25 верстах від повітового міста, 416 осіб, 73 двори, православна церква, школа, постоялий двір, 3 ярмарки на рік
- Іллінка (Шошинівка) — село над річкою Сура, 301 осіба, 56 дворів, православна церква, школа, лавка

За даними на 1908 рік до волості також відносились:
- Степаніка Перша — колишнє панське село, 85 осіб, 13 дворових господарств;
- Степаніка Друга — колишнє панське село, 310 осіб, 52 дворових господарства;
- Зелений Кут — колишнє панське село, 182 особи, 28 дворових господарств;
- Любимівка (Любима) — колишнє панське село, 98 осіб, 21 дворове господарство;
- Любомирівка (Приютна та Олександропіль) — колишнє панське село, 218 осіб, 28 дворових господарств;
- Червоно-Іванівка — колишнє панське село, 441 особа, 62 дворових господарства;
- Коробчина — колишнє панське село, 244 особи, 39 дворових господарств;
- Козидуб — колишнє панське село, 265 осіб, 37 дворових господарств;
- Богданівське (Богданівка перша та Богданівка друга) — колишнє панське село, 233 особи, 41 дворове господарство;
- Ганнівка (Савина балка) — колишнє панське село, 170 осіб, 27 дворових господарств;
- Мало-Олександрівка — колишнє панське село, 213 осіб, 30 дворових господарств;
- Варварівка — колишнє панське село, 93 особи, 17 дворових господарств.

За даними на 1916 рік: волостний старшина — Бабенко Прокофій Григорович, волостний писарь — Єрух Михайло Антонович, голова волостного суду — Іванов Микола Петрович, секретар волостного суду — Сокол Гурій Володимирович. Голова сільськогосподарського товариства — Сіленко Стефан Михайлович.